# Florida Cup 2016
La Florida Cup 2016 fue un torneo amistoso de fútbol disputado por cuatro equipos brasileños (Atlético Minero, S. C. Corinthians, S. C. Internacional y Fluminense F. C.), un colombiano (Santa Fe), un norteamericano (Fort Lauderdale Strikers), un ucraniano (F. C. Shakhtar Donetsk) y dos alemanes (Bayer Leverkusen y F. C. Schalke 04) en Estados Unidos. Los partidos fueron disputados en Orlando, en el ESPN Wide World of Sports Complex, en Fort Lauderdale, en el Lockhart Stadium y en Boca Raton, en el FAU Statium.

## Participantes
Cada club disputó dos partidos. El campeón fue decidido por el puntaje y saldo de goles.
- Bayer Leverkusen
- F. C. Schalke 04
- Atlético Mineiro
- S. C. Corinthians
- Fluminense F. C.
- S. C. Internacional
- Santa Fe
- Fort Lauderdale Strikers
- F. C. Shakhtar Donetsk

## Clasificación

### Clubes
- Pts: Puntos;PJ: Partidos jugados PG: Partidos ganados;PE: Partidos empatados; PP: Partidos perdidos; GF: Goles a favor: GC: Goles en contra; DIF: Diferencia de goles

| Pos. | Club                     | Pts | PJ | PG | PE | PP | GF | GC | DIF |
| ---- | ------------------------ | --- | -- | -- | -- | -- | -- | -- | --- |
| 1    | Atlético Mineiro         | 6   | 2  | 2  | 0  | 0  | 4  | 0  | +4  |
| 2    | Bayer Leverkusen         | 4   | 2  | 1  | 1  | 0  | 4  | 3  | +1  |
| 3    | S. C. Internacional      | 4   | 2  | 1  | 1  | 0  | 4  | 3  | +1  |
| 4    | S. C. Corinthians        | 3   | 2  | 1  | 0  | 1  | 3  | 3  | 0   |
| 5    | Santa Fe                 | 3   | 2  | 1  | 0  | 1  | 2  | 2  | 0   |
| 6    | F. C. Schalke 04         | 3   | 2  | 1  | 0  | 1  | 2  | 3  | -1  |
| 7    | F. C. Shakhtar Donetsk   | 1   | 2  | 0  | 1  | 1  | 3  | 4  | -1  |
| 8    | Fluminense F. C.         | 1   | 2  | 0  | 1  | 1  | 1  | 2  | -1  |
| 9    | Fort Lauderdale Strikers | 0   | 2  | 0  | 0  | 2  | 1  | 4  | -3  |

### Países
| Pos. | Club           | Pts | J | G | E | P | GF | GC | GD |
| ---- | -------------- | --- | - | - | - | - | -- | -- | -- |
| 1    | Brasil         | 14  | 8 | 4 | 2 | 2 | 12 | 7  | +5 |
| 2    | Alemania       | 7   | 4 | 2 | 1 | 1 | 6  | 6  | 0  |
| 3    | Colombia       | 3   | 2 | 1 | 0 | 1 | 2  | 2  | 0  |
| 4    | Ucrania        | 1   | 2 | 0 | 1 | 1 | 3  | 4  | -1 |
| 5    | Estados Unidos | 0   | 2 | 0 | 0 | 2 | 1  | 4  | -3 |

## Campeón
Clubes
| Florida Cup 2016                     |
| ------------------------------------ |
| Atlético Mineiro Campeón (1° título) |

Países
| Florida Cup 2016           |
| -------------------------- |
| Brasil Campeón (1° título) |

## Transmisión
- Brasil: SporTV y Red Globo (solamente partidos de Corinthians y Fluminense F. C.)
- Colombia: Win Sports,[2] y RCN Televisión (solamente partidos de Santa Fe).
- Latinoamérica: Fox Sports (todos los partidos).